# Francis Bitter
Francis Bitter (22 de julio de 1902 , Weehawken, Nueva Jersey - 26 de julio de 1967) fue un físico estadounidense.
Bitter se doctoró en Columbia en 1929; y realizó trabajos de investigación sobre las propiedades magnéticas de los gases y formó parte del cuerpo de investigadores de la compañía Westinghouse. Fue profesor de física en el Instituto Tecnológico de Massachusetts y desempeñó un cargo directivo en la Academia Nacional de Ciencias de Estados Unidos.
Bitter inventó la placa Bitter utilizada en imanes resistivos (también llamados electroimanes Bitter). Es una de las primeras personas que propuso el uso de polvo como forma de visualizar las líneas de un campo magnético. Construyó el electroimán Bitter utilizando placas de cobre apiladas en lugar de recurrir a alamabres enrollados. Con anterioridad a ello no era posible enfriar los imanes en forma efectiva, lo cual limitaba su potencia.